# Koneh Sestān
Koneh Sestān (persiska: Konestān, کنه سستان) är en ort i Iran.   Den ligger i provinsen Gilan, i den nordvästra delen av landet, 220 km nordväst om huvudstaden Teheran. Koneh Sestān ligger 36 meter över havet och antalet invånare är 861.
Terrängen runt Koneh Sestān är platt åt nordväst, men åt sydost är den kuperad. Terrängen runt Koneh Sestān sluttar norrut.Runt Koneh Sestān är det ganska tätbefolkat, med 199 invånare per kvadratkilometer. Närmaste större samhälle är Rasht, 18,5 km nordväst om Koneh Sestān. Trakten runt Koneh Sestān består till största delen av jordbruksmark.